# Daniel Kokić
Daniel Kokić, (Proložac 1940. — Kostrena 2008.) hrvatski je humorist i publicist. Djelovao je prvenstveno u Rijeci kao odgojno-obrazovni djelatnik i autor. Najviše uspjeha u Hrvatskoj postigao je dječjim romanom Dnevnik maloga Jurića o odrastanju u Rijeci tijekom razdoblja jugoslavenskog socijalizma.

## Biografija
Osnovnu školu je završio u Imotskom 1958. godine, a srednju poljoprivrednu školu u Kaštel-Štafiliću 1962. godine. Pedagošku akademiju završava u Puli 1965. godine. Od 1966. godine do umirovljenja 2004. godine nastavnik je hrvatskoga jezika i povijesti u osnovnim školama u Rijeci, a na Radio-Rijeci je vodio humorističnu emisiju Šegavi kanoćal. Pisao je i pod pseudonimima Mali Jurić i Tomislav Božinović. Suautor je monografije o NK »Mladost« iz Prološca.

## Književni i znanstveni rad
Kroz književni i znanstveni rad Kokić se prvenstveno bavio satirom, humorom i komikom. Likove i priče bazirao je na realnim situacijama iz gradskog i zavičajnog života. Najviše je stvarao za djecu i mlade ili koristio djetinjstvo kao inspiraciju.
Prilozima je doprinosio hrvatskim tiskovinama poput Slobodne Dalmacije, Novog lista, Dometa, Modre laste. 
Objavio je knjigu kraćih proznih i stihovnih sastavaka: Mi: ćakule i šale (Matica hrvatska, 1970.), humoresku Dvije kocke šećera  (Informativni centar Imotska krajina, 1987.), zbirku aforizama, epigrama i sentencija Znakovi vremena (Riječko književno i naučno društvo, 1989.) te romansiranu biografiju Frane Pitur iliti Život shvaćen kao komedija (Adamić, 1998.) o sušačkom smjehotvorcu Franu Pavletiću. 
U knjizi Ljepote i nadahnuća (s. n. 2005.) skupio je i kritički prikazao književne tekstove o Kostreni, a u monografiji Slatka dječja usta (Naša djeca, 1981.) prikupio je duhovite dječje odgovore na različita pitanja. 

### Dnevnik malog Jurića
Najviše je uspjeha postignuo dječjim romanom Dnevnik maloga Jurića (Riječka tiskara, 1975.) koji je s obzirom na prihvaćenost publike ostvario u kratkom roku tri izdanja. Prema Dnevniku malog Jurića napisao je i tekst za dječji mjuzikl Jurić & comp. (1976. do 1977. izvođen u riječkom Pionirskom kazalištu, glazba Veseljko Barešić). Dnevnik malog Jurića karakterizira prikazivanje Rijeke u vrijeme socijalizma kroz poseban ironičan stil. Autor naslovnice i pratećih ilustracija je hrvatski autor Ivica Bednjanec.

## Djela
- Mi: Ćakule i šale, Matica hrvatska, 1970.
- Dnevnik maloga Jurića, Rijeka, Riječka tiskara, 1975.
- Slatka dječja usta, Rijeka, Općinska konferencija Saveza društava "Naša djeca", 1981.
- Dvije kocke šećera: istinite humoreske, Informativni centar "Imotska krajina", 1987.
- Frane Pitur iliti Život shvaćen kao komedija, Katedra Čakavskog sabora, 1998.
- Humor naš primorski, Katedra Čakavskog sabora Kostrena, Novi Vinodolski, 2016.

## Vanjske poveznice
Hrvatski biografski leksikon